# Константинов, Георгий Викторович
Гео́ргий Ви́кторович Константи́нов (20 января 1924, Коломна, ныне Московской области — 19 сентября 1994) — советский театральный режиссёр. Народный артист РСФСР (1981).

## Биография
Родился в 1924 году в Коломне. С 1941 по 1944 год на фронтах Великой Отечественной войны.
В 1952 году закончил Горьковское театральное училище, в 1955 году — филологический факультет Горьковского пединститута, а в 1961 году — Высшие режиссёрские курсы в мастерской Р. Н. Симонова. Сценическую деятельность начал в 1952 году режиссёром в драматическом театре города Павлово-на-Оке, в котором он проработал до 1957 года. Затем, до 1958 года, работал в Горноалтайском музыкальном театре, с 1958 по 1964 год — в Вольском драматическом театре и с 1964 по 1994 год — в драматическом театре Йошкар-Олы.
С 1980 по 1985 год был депутатом X созыва Верховного Совета Марийской АССР.
Жена — Нинель Константинова, сын — Владислав Константинов.

## Творческая деятельность
Георгием Викторовичем были поставлены спектакли по произведениям: «Совесть» Д. Павловой (1964), «Барабанщица» А. Салынского (1965), «Щит и меч» В. Кожевникова и В. Токарева (1966), «Нашествие» Л. Леонова (1975), «Мятеж» Б. Лавренёва (1977), «13-й председатель» А. Абдуллина (1980), «Рядовые» А. Дударева (1982), «Эффект Редькина» А. Козловского (1985), «Начало» А. Крупнякова, Г. Константинова (1988). Для этих спектаклей характерно тонкое чувство стиля пьесы, строгий вкус, стремление создать театральную атмосферу. Рождение спектакля «Царь Фёдор Иоаннович» по пьесе А. Толстого в 1972 году стало своеобразным этапом в развитии театрального искусства республики. В 1974 году Георгию Викторовичу была присуждена Государственная премия Марийской АССР, а режиссёр, художник и актёры, исполняющие главные роли, стали её лауреатами.
Г. В. Константинов был не только режиссёром, но и соавтором исторических пьес по истории Марийского края, написанных совместно с А. Крупняковым. Спектакли «Последний решительный» (1968), «Начало» (1988) — рассказывают о становлении советской власти в республике. Режиссуру Г. В. Константинова отличают современная трактовка конфликтов, эмоциональная выразительность, высокая гражданственность.
Похоронен в г. Йошкар-Ола (Республика Марий Эл) на Туруновском кладбище.

## Творчество

### Работы в театре
Спектакли, поставленные Г. В. Константиновым в 1960—1980-е годы:
- «Совесть» Д. Павловой (сезон 1964—1965)*
- «Чужой дом» Миколы Зарудного (1964)
- «Вей, ветерок» Райниса (1965)
- «Земля не на китах» Виля Липатова (1966)
- «Щит и меч» В. Кожевникова и В. Токарева (1966)
- «Расплата» («Лада») Арк. Крупнякова (1966)
- «Отелло» В. Шекспира (1966)
- «На дне» М. Горького (1967)
- «Варшавская мелодия» Л. Зорина (1968)
- «Наказание без преступления» А. Софронова (1968)
- «Последний решительный» А. Крупнякова и Г. Константинова (1968)
- «С легким паром» Э. Брагинского и Э. Рязанова (1969)
- «Женитьба Белугина» А. Островского (1970)
- «Семнадцать мгновений весны» Ю. Семёнова и В. Токарева (1970)
- «Неравный брак» Б. Рацера и В. Константинова (1970)
- «Мещане» М. Горького (1970)
- «Человек с чужой биографией» Л. Митрофанова А. Данилова (1971)
- «Царь Фёдор Иоаннович» по пьесе А. Толстого (1972)
- «Бешеные деньги» А. Островского (1972)
- «Нора» Генрика Ибсена (1973)
- «Проходной балл» В. Константинова и Б. Рацера (1974) «Нашествие» Л. Леонова (1975)
- «Гостиница на сутки» В. Константинова и Б. Рацера (1975)
- «Мятеж» Б. Лавренёва (1977)
- «13-й» А. Абдуллина (1980)
- «Филумена Мартурано» Эдуардо де Филиппо (1982)
- «Рядовые» А. Дударева (1985)
- «Эффект Редькина» А. Козловского (1985)
- «Звёзды на утреннем небе» А. Галина (1987)
- «Начало» А. Крупнякова и Г. Константинова (1988)
- «Родственники» Э. Брагинского и Э. Рязанова
- «Гарольд и Мод» Колина Хиггинса (1989)
- «Дурочка» Лопе де Вега
- «Царь Иудейский» К. Романова
- «Все мои сыновья» А. Миллера
- «Чрезвычайный посол» А. и П. Тур
- «Гнездо глухаря» В. Розова

* В скобках указан первый год театрального сезона. К примеру, сезон 1965—1966, а в скобках — 1965.

## Награды и звания
- Орден Отечественной войны 1-й степени
- Орден Красной Звезды
- Орден Трудового Красного Знамени
- Орден Дружбы народов (6 июня 1994) — за заслуги в области театрального искусства[1]
- Медали
- Народный артист РСФСР (1981)
- Заслуженный деятель искусств РСФСР (1970)
- Заслуженный деятель искусств Марийской АССР (1967)
- Лауреат Государственной премии Марийской АССР (1974)

## Память
- С 1 марта 1996 года имя Георгия Викторовича носит Академический русский театр драмы (Йошкар-Ола).
- 22 ноября 2022 года в Йошкар-Оле на улице Вознесенской, 108 состоялось торжественное открытие мемориальной доски режиссёру и актрисе Георгию и Нинели Константиновым[2][3].